# بيل إدواردز (كرة سلة)
بيل إدواردز (بالإنجليزية: Bill Edwards) مواليد 28 أغسطس 1971 في ميدلتاون، هو لاعب كرة سلة أمريكي سابق بدأ مسيرته الاحترافية في سنة 1994. اعتزل اللعب في 2006.

## الميداليات
| الميدالية | المسابقة                         |
| --------- | -------------------------------- |
| برونزية   | بطولة كأس العالم لكرة السلة 1998 |

## روابط خارجية
- بيل إدواردز على موقع الاتحاد الدولي لكرة السلة (الإنجليزية)
- بيل إدواردز على موقع إن بي أي (الإنجليزية)
- بيل إدواردز على موقع سبورتس رفرنس (الإنجليزية)
- بيل إدواردز على موقع الدوري الإسباني لكرة السلة (الإسبانية)
- بيل إدواردز على موقع كرة السلة الأوروبية.كوم (الإنجليزية)
- بيل إدواردز على موقع كلية كرة السلة في سبورتس رفرنس.كوم (الإنجليزية)
- بيل إدواردز على موقع ريلجم (الإنجليزية)
- بيل إدواردز على موقع بروبوليرز (الإنجليزية)
- بيل إدواردز على موقع سبورتس رفرنس (الإنجليزية)